# Anadia Futebol Clube
El Anadia FC es un equipo de fútbol de Portugal que milita en el Campeonato de Portugal, la cuarta liga de fútbol más importante del país.

## Historia
Fue fundado el 19 de noviembre de 1926 en la ciudad de Anadia en el Distrito de Aveiro y también cuenta con secciones en baloncesto y hockey sobre hierba.
Está afiliado a la Asociación de Fútbol de Aveiro y han jugado la Copa de Aveiro y en la Copa de Portugal en varias ocasiones. Nunca han jugado en la Primeira Liga y han estado 2 temporadas en la Liga de Honra.

### Página Negra
El 20 de noviembre del 2009 su entonces presidente António Simões murió en un accidente automovilístico, trayendo problemas estructurales al club, los cuales se resolvieron gracias a la creación de una Comisión Administrativa, en la cual eligieron somo nuevo presidente a Manuel Pinho, presidente actual.

## Palmarés
- Tercera División de Portugal: 2

2006/07, 2009/10
- Primera División de Aveiro: 1

1969/70

## Jugadores

### Jugadores destacados
- Édson Nobre
- Manuel Machado
- Tom
- Paulo Adriano
- Ivo Damas
- Fausto Lourenço
- João Lucas
- Toni
- Nuno Piloto
- Frederico Tavares
- João Tomás